# Anna Palaiologina
Anna Palaiologina, död 1363, var en albansk-montenegrinsk adelskvinna. 
Hon var regent i Despotatet Epirus för sin omyndiga son Nikephoros II Orsini mellan 1337 och 1338. 